# Oregon Route 350
Az Oregon Route 350 (OR-350) egy oregoni állami országút, amely kelet–nyugati irányban a 82-es és 351-es utak joseph-i csomópontjától az imnahai Upper Imnaha Roadig halad.
A szakasz Little Sheep Creek Highway No. 350 néven is ismert.

## Leírás
A szakasz Josephnél ágazik le a 82-es útról, majd kelet felé indul. A 12. kilométertől vonalvezetése észak–északkeleti; előbb a Kis-, majd a Nagy-Juh-patak medrét követi. A pálya Imnahába érve keresztezi az Imnaha-folyót, majd az Upper Imnaha Roadnál ér véget.